# Choi Jae-hoon
 (novembre 2022).
Si vous disposez d'ouvrages ou d'articles de référence ou si vous connaissez des sites web de qualité traitant du thème abordé ici, merci de compléter l'article en donnant les références utiles à sa vérifiabilité et en les liant à la section « Notes et références ».
Choi Jae-hoon est un écrivain sud-coréen né à Séoul en 1973.

## Biographie
Il fait des études en affaires à l'université Yonsei. Pendant son service militaire, il lit une centaine de romans, dont les chefs-d'œuvre de Fédor Dostoïevski et de Léon Tolstoï, ainsi que les récents best-sellers de Haruki Murakami. Après avoir accompli son service militaire, il annonce à sa famille et ses proches vouloir devenir écrivain, mais ne rencontre qu'incrédulité. Il s'inscrit d'abord è des cours de littérature et de psychologie, puis en écriture créative à l'Institut des arts de Séoul dont il sort diplômé. Après avoir brièvement occupé un emploi universitaire, il se consacre entièrement à l'écriture à partir de 2006.
Il amorce sa carrière littéraire en 2007 par la publication du recueil de nouvelles Le Château du baron de Quirval (Kwireubal namjageui seong) qui lui vaut la même année le prix littéraire du magazine Munhakgwa Sahae. Le personnage du baron est inspiré par celui des Cent Vingt Journées de Sodome du Marquis de Sade.
Son premier roman, Sept Yeux de chat (Ilkopkaeeui koyanginun), paru en 2011, remporte le prix littéraire du quotidien Hanguk Ilbo 2012.

## Œuvre
liste non exhaustive

### Recueil de nouvelles
- Kwireubal namjageui seong (2007) Publié en français sous le titre Le Château du baron de Quirval  (trad. Choe Ae-young et Jean Bellemin-Noël), Fuveau, Decrescenzo éditeurs, coll. « Roman », 2015 (ISBN 978-2-36727-035-7).

### Roman
- Ilkopkaeeui koyanginun (2011) - couronné par le prix littéraire du quotidien Hanguk Ilbo en 2012 Publié en français sous le titre Sept Yeux de chat  (trad. Lim Yeong-Hee et Françoise Nagel), Arles, éditions Philippe Picquier, 2014 (réédition en 2016 dans la coll. « Picquier poche »  (ISBN 978-2-8097-1193-6)).